# Bilbolbul

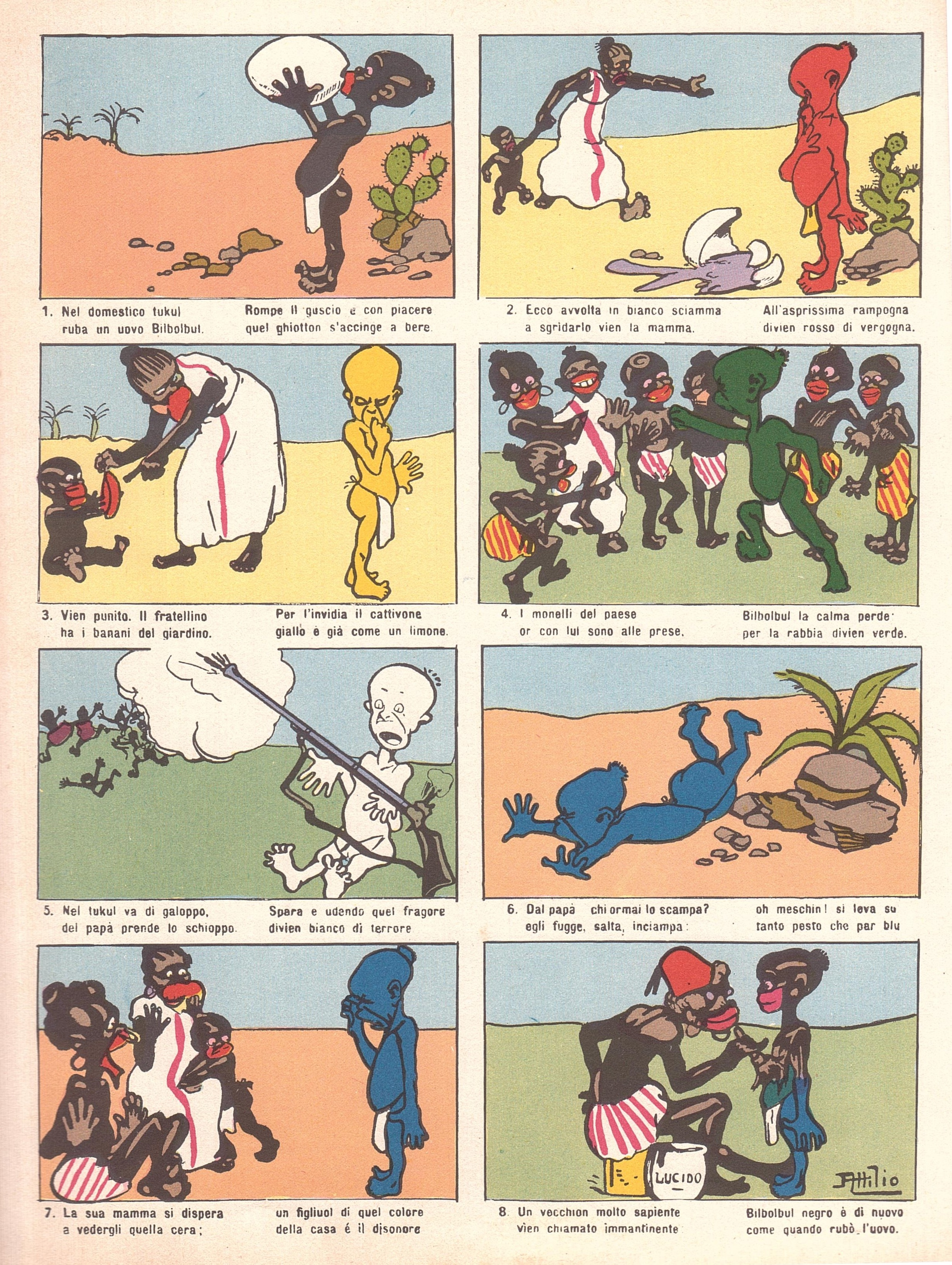
Planche de Bilbolbul dans le premier numéro du Corriere dei piccoli.

Bilbolbul est un personnage de fiction créé par l'auteur de bande dessinée Attilio Mussino.
Créé pour le premier numéro du Corriere dei piccoli, daté du 27 décembre 1908, Bilbolbul est un enfant issu d'Afrique subsaharienne qui vit diverses aventures humoristico-poétiques en une page.
Cette bande dessinée avec le texte sous les cases est arrêtée en 1933, la direction du Corriere estimant qu'un héros noir positif offre un mauvais exemple aux petits lecteurs italiens à une époque où l'Italie fasciste prépare l'annexion de l'Éthiopie.
Après-guerre, quelques histoires inédites de Bilbolbul ont été créées entre 1952 et 1954, en 1958 et en 1976.
Son nom a été donné à un festival de bande dessinée lancé en 2007 à Bologne, le festival international de bande dessinée Bilbolbul (it).